# Rocket Man (cançó)
Rocket Man (títol oficial Rocket Man (I Think It's Going to Be a Long, Long Time)) és una cançó composta per Elton John i Bernie Taupin; originalment interpretada per Elton John. La primera aparició de la cançó fou com a peça de l'àlbum d'Elton John (1972) Honky Château i com a cançó del senzill de presentació de l'àlbum. Assolí el segon lloc de la UK Singles Chart i el sisè lloc de la Billboard Hot 100 esdevenint un senzill d'impacte majúscul per John.
El 30 d'agost de 2019, la cançó fou certificada amb Platí per la British Phonographic Industry per vendes de 600.000 baixades digitals i estrímings digitals equivalents a vendes. Amb vendes de 3 milions en els EUA la cançó rebé certificació tres vegades amb platí per la Recording Industry Association of America.
Rolling Stone la llistà en el número 242 de les 500 Cançons Més Grans de Tots els Temps (500 greatest songs of all time).

## Informació de la cançó
La cançó es va inspirar en el conte "The Rocket Man" de The Illustrated Man de Ray Bradbury, i es fa ressò del tema de la cançó de David Bowie "Space Oddity" (els dos enregistraments van ser produïts per Gus Dudgeon). Però segons un relat del llibre d'Elizabeth Rosenthal «His Song: The Musical Journey of Elton John», la cançó es va inspirar en l'observació de Taupin d'una estrella fugaç o d'un avió llunyà.

La cançó descriu les sensacions barrejades d’un astronauta enviat a Mart en deixar la seva família per fer la seva feina. El relat de Rosenthal suggereix que els astronautes ja no es perceben com a herois, sinó com una "ocupació quotidiana", va fer escriure a Taupin les línies inicials de la cançó: 
"Ella em va fer les maletes ahir a la nit, abans del vol. Hora zero: 9 del matí. I acabaré anant-me'n amunt com una milotxa".
Musicalment, la cançó és una balada molt arranjada ancorada pel piano, amb textura atmosfèrica afegida pel sintetitzador (reproduït a l'enregistrament per l'enginyer David Hentschel) i la guitarra de tocada en slide. També és coneguda per ser la primera cançó del catàleg de John a incloure el que seria la combinació vocal de suport de la seva banda en aquell moment, Dee Murray, Nigel Olsson i Davey Johnstone. D'acord amb el tipus de cançó el seu tempo és dels més lents del repertori de John, amb 68 bpm.

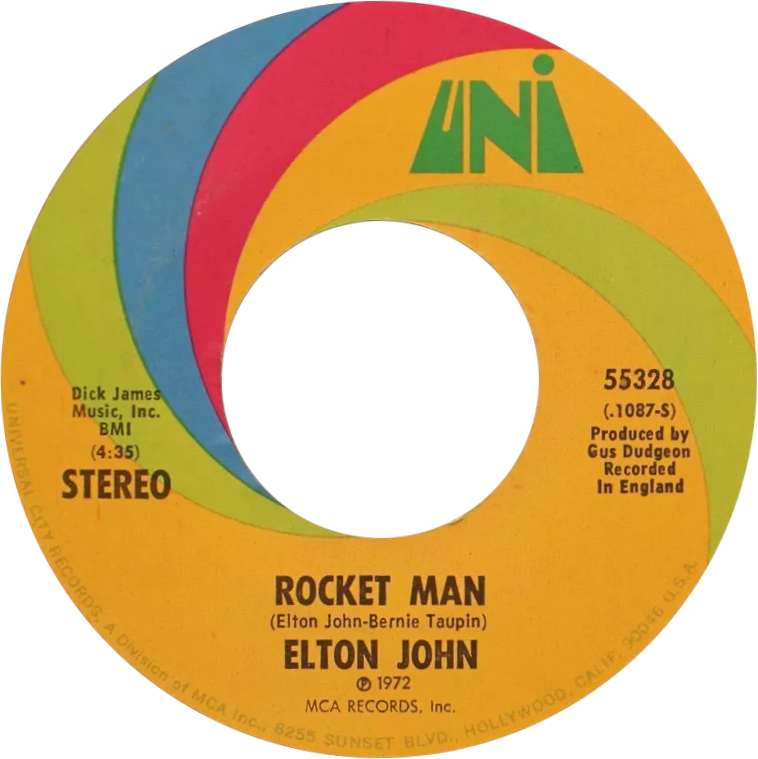
Etiqueta del senzill "Rocket Man", 1972.

La primera estrofa de "Rocket Man" va ser pensada per Bernie Taupin mentre es trobava a l'autopista cap a casa dels seus pares; va haver de "repetir-se-ho durant dues hores", cosa que va ser "lamentable", però en entrevistes posteriors va dir que, ja que li va donar un èxit, tot havia valgut la pena.

### Llegat
"Rocket Man" fou posada al lloc número 242 en la list of Rolling Stone's 500 Greatest Songs of All Time (2004); se'n modificà la posició a la 245 en la llista revisada de 2010.
La cançó ha estat un element bàsic dels concerts de John. Entre moltes altres actuacions, John va tocar "Rocket Man" al lloc de llançament de Space Shuttle Discovery el 1998. En homenatge a David Bowie després de la seva mort el gener del 2016, John va interpretar un piano que combinava "Rocket Man" amb "Space Oddity" de Bowie ".